# Igor González Sola
Igor González Sola, conegut pel nom de guerra «El Enfermo», (Bilbao, 1972 o 1973 - Sant Sebastià, 4 de setembre de 2020) fou un activista polític basc, membre del komando Amaiur de l'organització armada Euskadi Ta Askatasuna (ETA). Als 47 anys aparegué mort a la seva cel·la individual de la presó de Martutene, recinte on complia condemna. González va ser el 20è pres d'ETA mort en dependències penitenciàries, el 5è des del cessament definitiu de l'activitat armada i el 2n d'ençà de la dissolució de l'organització.

## Empresonament
El mes de març de 2005 va ser condemnat a 20 anys de presó per col·laboració amb banda armada, dipòsit d'armes i falsificació documental, després de ser detingut per formar part del komando Amaiur, estructura integrada al complex Donosti. Durant els primers anys de condemna va ser reclòs a les presons del Puerto de Santa María, de Navalcarnero o d'Alcalá Meco. L'any 2014 va denunciar que la seva mare, ja d'edat avançada, va partir un cop a la presó de Badajoz quan l'anava a visitar i que se li va denegar l'ambulància. En aquell mateix presidi, el 31 de juliol de 2017, va conviure amb la mort del seu company de militància Kepa del Hoyo, com a conseqüència d'un infart de miocardi, poc després d'haver-ne patit un que no li va ser diagnosticat.

## Mort
A les 5 de la tarda del 4 de setembre de 2020 va ser trobat sense vida a la seva cel·la de la presó de Martutene, situada a localitat de Sant Sebastià. Feia dos mesos que havia estat traslladat a aquest centre penitenciari, després haver complert 15 anys de presó i haver superat les tres quartes parts de la condemna. El 2009 es van donar a conèixer dos intents de suïcidi durant la seva estada a les presons de Granada i de Badajoz. Pocs mesos abans del seu traspàs, durant el seu internament a la presó de Sòria, va patir un nou episodi greu, que va ser alertat per la resta de presos i la pròpia administració de presons. Per a posar remei a la malaltia va comptar amb suport psicològic extrapenitenciari, assistència que rebien al voltant de 20 presos polítics bascos, tal com va informar la xarxa de suport de familiars de presos bascos Etxerat.

## Reaccions

### Declaracions
Sare, la xarxa de suport a presos d'ETA, va assenyalar en un comunicat que «la mort violenta de qualsevol pres o presa, suposa el fracàs del sistema penitenciari i això és el que venim denunciant des de Sare, des de fa molt temps», així com que «la presó no pot ser un magatzem de persones, on s'apilen fins a finalitzar la seva condemna». En un altre apartat va demanar «una reflexió a el conjunt d'institucions i partits» perquè «el cas d'Igor se suma a la d'altres molts presos que han perdut la vida com a conseqüència d'un sistema cruel, a què els i les preses basques han fer front a condicions d'excepció especialment dures i amb penes de presó extraordinàries». Des del punt de vista de Sare, el pres «va patir multitud de vulneracions de dret i havia complert les tres quartes parts de la seva condemna» i que «si se li hagués aplicat la mateixa normativa penitenciària que s'aplica a altres presos, avui estaria en llibertat i viu». Com a conclusió va manifestar: «els volem a casa i, sobretot, els volem vius. La llei d'excepció porta amb si la mort, i és responsabilitat de tots i totes posar-hi fi per sempre».
Etxerat, associació de familiars de presos polítics bascos, també va denunciar la mort de González amb un comunicat en el qual expressava que «la política de dispersió, s'ha cobrat una nova víctima. Són ja un total de 22 víctimes mortals a la presó a causa de la desassistència mèdica, de les condicions de vida extremes propiciades per les polítiques penitenciàries d'excepció, o de la insostenible pressió a què es veuen sotmesos les preses i presos polítics bascos».
EH Bildu, coalició d'esquerres independentista basca, va titllar la mort de González d'«inadmissible» ja que, segons el seu parer, «segueix sent incomprensible que els presos bascos romanguin a la presó» després de 9 anys del cessament definitiu de l'activitat armada i 2 anys de la dissolució d'ETA. Així mateix va manifestar que «la mort de González Sola ha tornat a constatar que és imprescindible que els presos tornin immediatament a casa seva. La construcció de la convivència democràtica que ha reivindicat una vegada i una altra la majoria de la societat basca exigeix fer passos, i en aquest camí és fonamental la ràpida posada en llibertat dels presos bascos». La líder del partit i cap de l'oposició, Maddalen Iriarte, va exigir que «s'acabi la política penitenciària de venjança i violenta i que es treballi per a la sortida de tots els presos bascos». Per altra banda, el seu coordinador general, Arnaldo Otegi, va expressar: «I ara qui es fa càrrec d'aquesta mort? Qui es responsabilitza d'aquesta política penitenciària cruel i basada en la venjança? Es parla molt de convivència, però la convivència exigeix una altra manera de fer les coses».

### Mobilitzacions
Bilboko Alde Zaharreko Ezker Abertzalea va convocar per dissabte 5 de setembre, a les 20.30 hores, una manifestació a la plaça dels Germans Etxebarrieta de Bilbao per a denunciar la mort del pres. Hores abans, a la 13 hores, el mateix col·lectiu va convocar una assemblea a la plaça de Santiago per tractar el tema.
Sare va convocar una manifestació de protesta pel diumenge 6 de setembre a les 12 hores a la plaça Elíptica de Bilbao, amb el lema «Salbuespen Legediak hiltzen du!» ("La legislació d'exempció mata"). Paral·lelament, a la mateixa hora, el col·lectiu Artesanos por la Paz va convocar una concentració davant del consolat d'Espanya a Baiona amb el lema «¿Condenados a morir en prisión?» ("Condemnats a morir a la presó?"). Etxerat va animar a participar en les mobilitzacions de rebuig a la dispersió i excepcionalitat penitenciària, convocades a Bilbao i Baiona.
La manifestació de Sare va aglutinar a nombroses persones, que es van agrupar seguint una formació de tres fileres per a prevenir qualsevol risc d'infecció del virus de la COVID-19.